# Idaea violacearia
Idaea violacearia är en fjärilsart som beskrevs av Otto Staudinger 1901. Idaea violacearia ingår i släktet Idaea och familjen mätare. Inga underarter finns listade i Catalogue of Life.